# 雅各布·穆费尔肖像
《雅各布·穆费尔肖像》是德国文艺复兴艺术大师 阿尔布雷希特·丢勒的一幅油画，绘制于1526 年，现藏于德国柏林的画廊 。
这幅画绘于纽伦堡，雅各布·穆费尔是纽伦堡市长。画作陈列于市政厅。